# Gelis stilatus
Gelis stilatus är en stekelart som först beskrevs av Rudow 1914.  Gelis stilatus ingår i släktet Gelis och familjen brokparasitsteklar. Inga underarter finns listade i Catalogue of Life.